# Терезіна
Терезі́на (порт. Teresina) — місто в Бразилії, столиця штату Піауї, єдина столиця північно-східного штату, яка не розташована на узбережжі. Станом на 2022 рік населення складало 866 300 осіб.

## Клімат
Місто знаходиться у зоні, котра характеризується кліматом тропічних саван. Найтепліший місяць — вересень із середньою температурою 28.9 °C (84 °F). Найхолодніший місяць — червень, із середньою температурою 26.7 °С (80 °F).
| Клімат Терезіни         | Клімат Терезіни | Клімат Терезіни | Клімат Терезіни | Клімат Терезіни | Клімат Терезіни | Клімат Терезіни | Клімат Терезіни | Клімат Терезіни | Клімат Терезіни | Клімат Терезіни | Клімат Терезіни | Клімат Терезіни | Клімат Терезіни |
| Показник                | Січ.            | Лют.            | Бер.            | Квіт.           | Трав.           | Черв.           | Лип.            | Серп.           | Вер.            | Жовт.           | Лист.           | Груд.           | Рік             |
| Абсолютний максимум, °C | 37              | 37              | 33              | 36              | 35              | 36              | 38              | 37              | 37              | 38              | 38              | 37              | 38              |
| Середній максимум, °C   | 32              | 32              | 31              | 32              | 32              | 32              | 33              | 35              | 36              | 35              | 35              | 34              | 33              |
| Середня температура, °C | 27              | 27              | 26              | 27              | 27              | 26              | 26              | 27              | 28              | 28              | 29              | 28              | 27              |
| Середній мінімум, °C    | 22              | 22              | 22              | 22              | 22              | 21              | 20              | 20              | 21              | 22              | 23              | 23              | 22              |
| Абсолютний мінімум, °C  | 17              | 17              | 20              | 17              | 18              | 17              | 16              | 12              | 17              | 18              | 18              | 20              | 12              |
| Норма опадів, мм        | 218.1           | 236.8           | 294.5           | 225.6           | 121.1           | 24.7            | 23.8            | 8.3             | 14              | 30.2            | 64.6            | 116.5           | 1384            |
| Днів з дощем            | 7               | 9               | 13              | 9               | 5               | 1               | 1               | 0               | 0               | 2               | 3               | 4               | 60              |
| Вологість повітря, %    | 81              | 86              | 87              | 86              | 83              | 78              | 72              | 66              | 64              | 64              | 68              | 72              | 76              |
| ----------------------- | --------------- | --------------- | --------------- | --------------- | --------------- | --------------- | --------------- | --------------- | --------------- | --------------- | --------------- | --------------- | --------------- |
| Джерело: Weatherbase    |                 |                 |                 |                 |                 |                 |                 |                 |                 |                 |                 |                 |                 |